# حضور
الحضور هو مفهوم ظهور الأشخاص بشكل فردي أو كمجموعة في موقع لحدث مجدول مسبقا. يعد قياس الحضور مصدر قلق كبير للعديد من المنظمات والتي يمكنها استخدام هذه المعلومات لقياس فعالية جهودها والتخطيط للجهود المستقبلية.

## في التعليم والعمل
في كل من إعدادات الفصول الدراسية وأماكن العمل قد يكون الحضور إلزاميا. قد يؤثر ضعف حضور الطالب في الفصل على درجاته أو التقييمات الأخرى. قد يعكس ضعف الحضور أيضا مشاكل في الوضع الشخصي للطالب وهو مؤشر على أن "الطلاب لا يطورون المعرفة والمهارات اللازمة للنجاح لاحقا".
بالنسبة للطلاب في المدارس الابتدائية والثانوية قد تتطلب القوانين حضورا إلزاميا بينما قد يتم معاقبة الطلاب في المستويات التعليمية العليا من قبل الأساتذة أو المؤسسة بسبب عدم الحضور.

## في الأماكن الترفيهية والاجتماعية
في الأماكن الترفيهية والتجارية غالبا ما يتم قياس الحضور لتحديد مدى نجاح حدث ما كشكل من أشكال الترفيه. يتم فحص الحضور في الأحداث الرياضية جيدا بشكل خاص حيث قد يتم إغلاق أو نقل الفرق الرياضية ذات الحضور المنخفض جدا لتوليد الإيرادات. "أرقام الحضور ومتوسط الحضور والنسبة المئوية من سعة الاستاد المملوءة هي مؤشرات مهمة لدعم المشجعين ومدى استعداد المعلنين والشركاء للاستثمار في الفريق". قد يؤدي حضور أحداث أخرى مثل الأفلام والمسرحيات والعروض الأخرى إلى تحديد ما إذا كان الإنتاج ناجحا تجاريا وقد يؤثر على التصميم على عمل تتابعات أو أعمال مماثلة. يُعد توقع مستويات معينة من الحضور في نوع معين من الأحداث عاملا مهما في تحديد سعة المقاعد التي سيتم بناؤها في الأماكن التي يتم إنشاؤها لمثل هذه الأحداث وتوزيع الأحداث أو العروض. إذا تكرر حدث ما كما هو الحال مع سلسلة من الألعاب في موسم رياضي أو عروض حفلة موسيقية أو عرض "يجب أن يكون الهدف على الرغم من ذلك هو نشر الحضور عبر الأيام الأقل شعبية أو تمديد العروض على مدى فترة زمنية أطول".
يتم أيضا قياس الحضور والإبلاغ عنه لمجموعة متنوعة من الأحداث الاجتماعية الأخرى التي تتراوح من التجمعات السياسية إلى الخدمات الدينية.

## إدارة الحضور
إدارة الحضور هي عملية إدارة الحضور أو التواجد في بيئة العمل لتقليل الخسارة بسبب تعطل الموظف.
تم التعامل مع التحكم في الحضور بشكل تقليدي باستخدام الساعات الزمنية والجداول الزمنية وبرمجيات تتبع الوقت ولكن إدارة الحضور تتجاوز ذلك لتوفير بيئة عمل تزيد من حضور الموظفين وتحفزه. أصبح من الممكن مؤخرا جمع بيانات الحضور تلقائيا من خلال استخدام أنظمة تحديد الموقع في الوقت الفعلي والتي تسمح أيضا بالربط المتبادل بين بيانات الحضور والأداء. يجب أن تتعامل المؤسسات مع مشكلات الامتثال وأخطاء كشوف المرتبات والمزيد من خلال نظام موثوق لإدارة حضور الموظفين. يمكن للمؤسسات توفير الوقت وتقليل العمل الإداري والحفاظ على سجلات الحضور الدقيقة والقضاء على اختناقات العملية عن طريق استبدال الجداول الزمنية الورقية ببرنامج إدارة الحضور. تتم إدارة الحضور في جميع الجامعات التعليمية سواء كانت جامعية أو كلية أو مدرسة.